# 252
El 252 foun un any de traspàs iniciat en dijous de l'edat antiga.

## Esdeveniments
- Sapor I venç als romans en la batalla de Batalla de Barbalissos i saqueja i conquereix Antioquia
- Sun Liang puja al tron

## Necrològiques
- Tian Yu, militar